# Jamaicai elénia
A jamaicai elénia (Myiopagis cotta) a madarak (Aves) osztályának verébalakúak (Passeriformes) rendjébe és a királygébicsfélék (Tyrannidae) családjába tartozó faj.

## Rendszerezése
A fajt Philip Henry Gosse angol természettudós írta le 1849-ben, az Elania nembe Elania cotta néven.

## Előfordulása
Jamaica területén honos. Természetes élőhelyei a szubtrópusi és trópusi síkvidéki és hegyi esőerdők, valamint lombhullató erdők, cserjések és ültetvények. Állandó, nem vonuló faj.

## Megjelenése
Testhossza 13 centiméter, testtömege 12-13 gramm.

## Életmódja
Főleg rovarokkal táplálkozik, de néha gyümölcsöt is eszik.

## Természetvédelmi helyzete
Az elterjedési területe kicsi, egyedszáma ugyan csökken, de még nem éri el a kritikus szintet. A Természetvédelmi Világszövetség Vörös listáján nem fenyegetett fajként szerepel.